# Petrichus
Petrichus es un género de arañas cangrejo de la familia Philodromidae.

## Especies
- Petrichus cinereus Tullgren, 1901
- Petrichus corticinus Mello-Leitão, 1944
- Petrichus fuliginosus (Nicolet, 1849)
- Petrichus funebris (Nicolet, 1849)
- Petrichus griseus Berland, 1913
- Petrichus junior (Nicolet, 1849)
- Petrichus lancearius Simon, 1905
- Petrichus luteus (Nicolet, 1849)
- Petrichus marmoratus Simon, 1886
- Petrichus meridionalis (Keyserling, 1891)
- Petrichus niveus (Simon, 1895)
- Petrichus ornatus Schiapelli & Gerschman, 1942
- Petrichus sordidus Tullgren, 1901
- Petrichus tobioides Mello-Leitão, 1941
- Petrichus tullgreni Simon, 1902
- Petrichus zonatus Tullgren, 1901